# Juršinci község
Juršinci község (szlovén nyelven Občina Juršinci) Szlovénia 212 alapfokú közigazgatási egységének, azaz községének egyike a Podravska statisztikai régióban. A község a Dráva jobb partján, Maribortól délre fekszik. Adminisztratív központja Juršinci város. Juršinci 1994-ben vált községgé. A község a történelmi szlovén Stájerország (Štajersko) régió része.  
A községben született Johann Puch szlovén származású osztrák kézműves, iparos, a főként kerékpárokat és gépjárműveket előállító Puch-művek (Puch-Werke) alapítója.

## A községhez tartozó települések
A községhez Juršinci székhelyen kívül a következő települések tartoznak:
- Bodkovci
- Dragovič
- Gabrnik
- Gradiščak
- Grlinci
- Hlaponci
- Kukava
- Mostje
- Rotman
- Sakušak
- Senčak pri Juršincih
- Zagorci

## Népesség
| Lakosok száma | 2369 | 2331 | 2358 | 2411 | 2382 | 2371 | 2361 | 2381 | 2367 | 2397 |
|               | 2008 | 2009 | 2011 | 2012 | 2013 | 2015 | 2016 | 2017 | 2019 | 2020 |